# Berzo San Fermo
Berzo San Fermo – miejscowość i gmina we Włoszech, w regionie Lombardia, w prowincji Bergamo.
Według danych na styczeń 2009 gminę zamieszkiwały 1103 osoby przy gęstości zaludnienia 190,5 os./1 km².